# Lemma di normalizzazione di Noether
In matematica, il lemma di normalizzazione di Noether è un teorema dell'algebra commutativa che afferma che ogni {\displaystyle K}-algebra finitamente generata (dove {\displaystyle K} è un campo) è un'estensione intera di un anello di polinomi su {\displaystyle K}.
Prende nome da Emmy Noether, che nel 1926 lo dimostrò sotto l'ipotesi che {\displaystyle K} fosse infinito. Il caso in cui {\displaystyle K} è un campo finito fu dimostrato da Oscar Zariski nel 1943.

## Enunciato e dimostrazione
Sia {\displaystyle K} un campo e {\displaystyle A} un'algebra su {\displaystyle K}; sia {\displaystyle d} la dimensione di {\displaystyle A}. Allora esistono {\displaystyle d} elementi {\displaystyle y_{1},\ldots ,y_{d}\in A}, algebricamente indipendenti, tali che l'estensione {\displaystyle K[y_{1},\ldots ,y_{d}]\subseteq A} è intera. Se inoltre {\displaystyle A} è un dominio d'integrità, allora {\displaystyle d} è anche il grado di trascendenza del campo dei quozienti di {\displaystyle A} su {\displaystyle K}.
Se {\displaystyle A} è un anello graduato, allora gli elementi {\displaystyle y_{1},\ldots ,y_{d}} possono essere scelti omogenei.
L'idea della dimostrazione è di rappresentare {\displaystyle A} come quoziente di un anello di polinomi {\displaystyle K[X_{1},\ldots ,X_{n}]} per un suo ideale {\displaystyle I}, e di procedere per induzione su {\displaystyle n}. Il passo induttivo è provato scegliendo un polinomio {\displaystyle P(X_{1},\ldots ,X_{n})\in I}, e cercando poi un cambiamento di variabili {\displaystyle Y_{i}=f_{i}(X_{i})} che renda {\displaystyle P} un polinomio monico in {\displaystyle X_{n}}, in modo che l'immagine {\displaystyle x_{n}} di {\displaystyle X_{n}} in {\displaystyle A} sia intera sulle immagini degli {\displaystyle Y_{i}}.
Se {\displaystyle K} è infinito, è sempre possibile trovare un {\displaystyle \lambda \in K} tale che la trasformazione {\displaystyle Y_{i}=X_{i}-\lambda X_{n}} (per {\displaystyle 1\leq i\leq n-1}) abbia le proprietà cercate; se {\displaystyle K} è finito, invece, è necessario considerare la trasformazione {\displaystyle Y_{i}=X_{i}+X_{i}^{m_{i}}}, per degli interi {\displaystyle m_{i}} scelti opportunamente.

## Conseguenze e interpretazione geometrica
L'utilità del lemma di Noether spesso si manifesta nella possibilità di "spezzare" lo studio delle proprietà di una {\displaystyle K}-algebra {\displaystyle A} in un'estensione puramente trascendente {\displaystyle K\subseteq K[y_{1},\ldots ,y_{d}]} e un'estensione intera {\displaystyle K[y_{1},\ldots ,y_{d}]\subseteq A}, entrambe le quali possono essere studiate più facilmente di un'estensione arbitraria. Ad esempio, attraverso questo metodo è possibile dimostrare che se {\displaystyle \phi :A\longrightarrow B} è un omomorfismo di {\displaystyle K}-algebre finitamente generate e locali, allora {\displaystyle \phi } è un omomorfismo locale, ovvero {\displaystyle \phi (M)B\neq B}, dove {\displaystyle M} è l'ideale massimale di {\displaystyle A}.
Un'altra importante conseguenza del lemma di Noether è che ogni catena di ideali primi di {\displaystyle A} può essere raffinata ad una catena massimale di lunghezza {\displaystyle d} (dove {\displaystyle d} è sempre la dimensione di {\displaystyle A}); in particolare, su {\displaystyle P} è un ideale primo, allora {\displaystyle \dim A=\dim A_{P}+\dim A/P}. Ad esempio, se {\displaystyle f} è un elemento di {\displaystyle A} e non è un divisore dello zero, l'anello {\displaystyle A/(f)} ha dimensione {\displaystyle \dim A-1}.
Il lemma di Noether può anche essere utilizzato per dimostrare il teorema degli zeri di Hilbert.
Geometricamente, il lemma di Noether può essere interpretato in termini di mappe tra varietà affini: in questo contesto afferma che, se {\displaystyle X} è una varietà affine di dimensione {\displaystyle d}, allora esiste una mappa finita {\displaystyle \psi :X\longrightarrow \mathbb {A} ^{d}} (dove {\displaystyle \mathbb {A} ^{d}} è lo spazio affine {\displaystyle d}-dimensionale).